# Edwin S. Shneidman

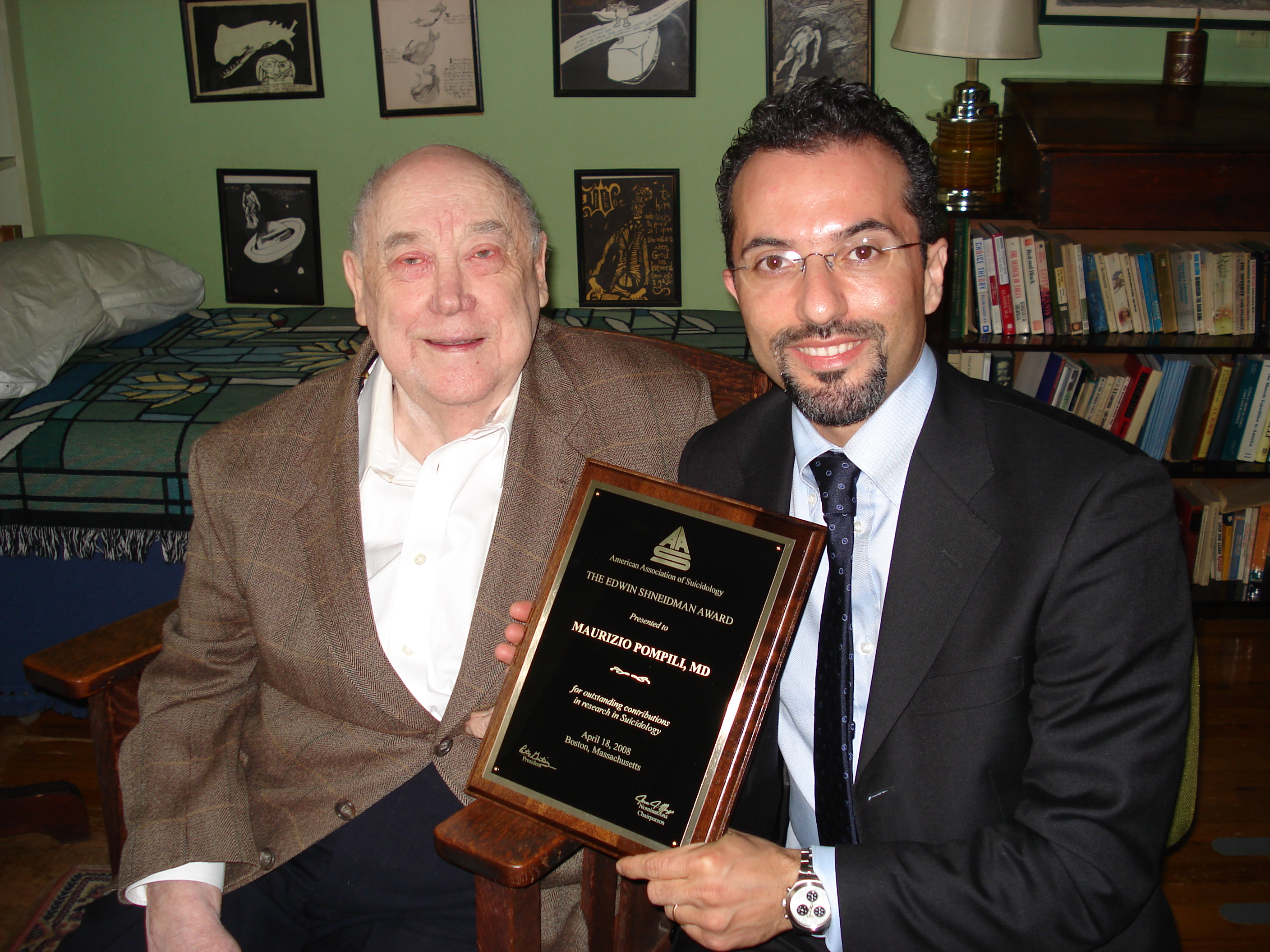
Edwin Shneidman (links) met Maurizio Pompili ter gelegenheid van de Shneidman Award 2008

Edwin S. Shneidman (York (Pennsylvania), 13 mei 1918 - Los Angeles, 15 mei 2009) was een Amerikaanse psycholoog, gespecialiseerd in zelfmoord en dood.
Samen met zijn medewerkers van het "Los Angeles Suicide Prevention Center" stimuleerde Shneidman het onderzoek naar zelfmoord en zelfmoordpreventie. Hij was de stichter van American Association of Suicidology en van het wetenschappelijk tijdschrift Suicide and Life Threatening Behavior. Tevens was hij hoogleraar thanatologie aan de universiteit van Californië.

## Werken
- Clues to Suicide (met Norman Farberow) (1957)
- Cry for Help (met Farberow) (1961)
- Essays in Self Destruction (1967)
- The Psychology of Suicide: A Clinician's Guide to Evaluation and Treatment (met Farberow en Robert E. Litman) (1970)
- Death and the College Student: A Collection of Brief Essays on Death and Suicide by Harvard Youth (1973)
- Deaths of Man (1973)
- Suicidology: Contemporary Developments (1976)
- Voices of Death (1980)
- Suicide Thoughts and Reflections, 1960–1980 (1981)
- Death: Current Perspectives (1984)
- The Definition of Suicide (1985)
- Suicide as Psychache: A Clinical Approach to Self-Destructive Behavior (1993)
- The Suicidal Mind (1998)
- Lives & Deaths: Selections from the Works of Edwin S. Shneidman (1999)
- Comprehending Suicide: Landmarks in 20th-Century Suicidology (2001)
- Autopsy of a Suicidal Mind (2004)
- Managing Suicidal Risk: A Collaborative Approach (with David A. Jobes) (2006)
- A Commonsense Book of Death: Reflections at Ninety of a Lifelong Thanatologist

- Bibsys: 90208898
- Bibliothèque nationale de France: cb13527102h (data)
- CiNii: DA00307025
- Gemeinsame Normdatei: 140578226
- International Standard Name Identifier: 0000 0001 1438 2378
- Library of Congress Control Number: n79086401
- Nationale Bibliotheek van Letland: 000031719
- Bibliotheek van het Japanse parlement: 00456452
- Nationale Bibliotheek van Tsjechië: jo2014806741
- Nationale bibliotheek van Australië: 35496941
- Nationale Bibliotheek van Israël: 987007272953005171
- Nederlandse Thesaurus van Auteursnamen: 071697160
- LIBRIS: 293391
- SNAC: w66x2jk0
- Système universitaire de documentation: 048651850
- Trove: 974535
- Virtual International Authority File: 14754286
- WorldCat: E39PBJB8t9Ygg8WCFbTRgtGfv3